# Gerhard A. Wührer
Gerhard A. Wührer (* 12. September 1950 in Mühldorf im Almtal) ist ein emeritierter österreichischer Professor für Marketing an der Johannes Kepler Universität (JKU) Linz. Von 2007 bis 2011 war er Dekan der Sozial- und Wirtschaftswissenschaftlichen Fakultät.

## Leben
Gerhard A. Wührer wurde 1950 in Mühldorf im Almtal, Oberösterreich geboren. Zwischen 1969 und 1970 absolvierte er nach seiner Reifeprüfung am Bundesgymnasium Gmunden seinen Präsenzdienst und machte im Rahmen dessen eine Reserveoffizieranwärter Ausbildung. In dieser Zeit war er laut seinem Profil auf LinkedIn für ein Jahr Freiwilliger an der Theresianischen Militärakademie in Wiener Neustadt und Hörsching. 1971 war er Steward auf der MS Europa, Hapag-Lloyd.
1972 schloss er ein viersemestriges Fremdenverkehrskolleg in Schloss Klessheim, Salzburg ab. Danach war er drei Jahre lang als Reisebüro-Expedient im Bereich Marketing und Verkauf tätig.

### Akademische Laufbahn
In den Jahren 1975 bis 1979 studierte Wührer technisch-orientierte Betriebswirtschaftslehre mit dem Schwerpunkt technische Verfahrenstechnik an der Universität Stuttgart, welches er mit Prädikatsexamen abschloss. In den darauffolgenden vier Jahren war er an derselben Universität als wissenschaftlicher Mitarbeiter am Institut für Betriebswirtschaftslehre an der Abteilung Allgemeine Betriebswirtschaftslehre und Personalmanagement tätig. 1985 promovierte er an der Universität Stuttgart.
Gerhard Wührer war von 1988 bis 1994 Universitätsassistent und Dozent am Institut für Wirtschaftswissenschaften der Universität Klagenfurt. In dieser Zeit nahm er auch eine Gastprofessur an der University of Northern Iowa am dortigen Marketing Department an. 1993 habilitierte er sich an der Universität Klagenfurt mit dem Thema Internationale Allianz und Kooperationsfähigkeit österreichischer Unternehmen. Ein Jahr später erhielt er einen Ruf an die Johannes Kepler Universität Linz und wurde dort Vorstand am Institut für Handel, Absatz und Marketing. Die Stelle hatte er bis zu seiner Emeritierung im Jahr 2018 inne.
Während seiner akademischen Laufbahn gründete und leitete Wührer verschiedene Universitätslehrgänge, darunter die Universitätslehrgänge Innovationsmanagement, Export und Internationale Geschäftstätigkeit, Export und Internationales Management, Global Marketing Management (MBA) und den Masterstudien-Lehrgang Creative Process Leadership. Zudem hatte er Gastprofessuren in Asien, Europa, den USA und Lateinamerika inne. An der Universität Maribor, Slowenien war er 4 Jahre lang Gastprofessor im Rahmen eines MBA-Programms der Universität.
Wührer war von 2007 bis 2011 Dekan der Sozial- und Wirtschaftswissenschaftlichen Fakultät der JKU Linz. An der JKU Linz war er darüber hinaus Mitglied des Akademischen Senats und Mitglied der Struktur- und Fellowship Kommission der Sozial- und Wirtschaftswissenschaftlichen Fakultät.
Kurz vor seiner Emeritierung schloss er eine Forschungskooperation zwischen dem voestalpine Konzern und dem Institut für Handel, Absatz und Marketing. Im Vordergrund des Forschungsprojektes stand die Analyse der Auswirkungen der Digitalisierung auf die Kundenbeziehungen und den Kundennutzen. Nach seiner Emeritierung studierte er klassische Archäologie an der Universität Wien. Den Bachelorabschluss schloss er mit Auszeichnung ab.

### Sonstige Tätigkeiten
Neben seiner akademischen Tätigkeiten widmete sich Gerhard Wührer unter anderem der Unternehmensberatung und Marktforschung. Von 1984 bis 1988 war er als Projektleiter in diesem Bereich am Roland Berger Forschungsinstitut für Markt- und Unternehmensforschung in München tätig.
1998 qualifizierte er sich als allgemein beeideter und gerichtlich zertifizierter Sachverständiger für Marketing und Marktforschung. Im Rahmen dessen übernahm er Gutachter-Tätigkeiten für die Österreichische Akademie der Wissenschaften, die Tschechische Akademie der Wissenschaften, den Jubiläumsfonds der Österreichischen Nationalbank und für internationale Konferenzen. Wührer war Gutachter bei Konferenzen der American Marketing Association, der Academy of Marketing Science, der European Marketing Academy und der IMP-Group. Diese Tätigkeit übte er auch bei nationalen und internationalen Fachzeitschriften aus.
2001 übernahm Gerhard Wührer Juror-Tätigkeiten für den PEGASUS-Preis der Oberösterreichischen Nachrichten, die Oberbank Marketing Trophy, den Nestlé-Preis, den Richard-Büche-Preis, den Werbe-CAESAR der oberösterreichischen Werbewirtschaft, den Kulturpreis der Stadt Linz, den Innovationspreis des Landes Oberösterreich, den HAAS-Preis sowie für den Staatspreis Marketing.
Im selben Jahr fand unter seiner Leitung des Instituts für Handel, Absatz und Marketing ein Symposium zum Thema Internationales Kundenbeziehungsmanagement - Strategien, Instrumente, Implementierung statt. Im Fokus standen die Analyse der neuen Bedingungen des Marktes sowie mögliche Antworten darauf durch ein passendes Kundenbeziehungsmanagement. Im Rahmen dessen waren nationale und internationale Experten eingeladen, welche anhand von Praxisbeispielen neue Strategien diskutierten.
Wührer ist darüber hinaus Ehrenpräsident des Linzer Marketing Clubs. Der Linzer Marketing Club bietet Mitgliedern die Möglichkeit, mit der regionalen Marketing-Community in Dialog zu treten, neue Kontakte mit Fachleuten zu knüpfen sowie aktuelle Marketingstrategiethemen kennenzulernen und zu diskutieren.
Seit 2008 ist Wührer Beiratsvorsitzender des Export Clubs Oberösterreich (ECL OÖ). Der Club bietet Austausch-, Kommunikations- und Informationsmöglichkeiten über die oberösterreichische Exportwirtschaft. Im November 2018 feierte der Club sein 35-jähriges Bestehen und würdigte im Rahmen dessen Wührer für seine Verdienste um die österreichische Wirtschaft und den Export.
Außerdem ist Wührer seit 2008 wissenschaftlicher Leiter am Institut für Marketing (IfM) in Schloss Leopoldskron in Salzburg. Das Institut für Marketing ist eine privat geführte Bildungseinrichtung und bietet Weiterbildungsprogramme und Studienlehrgänge im Bereich des Marketing an.
Gerhard Wührer ist neben seiner akademischen Tätigkeiten auch an Kunst interessiert. Im Jahr 2019 stellte er erstmals einige seiner Werke unter dem Namen Metamorphosen in der Galerie klein amsterdam in Krems öffentlich aus.

## Arbeits- und Forschungsschwerpunkte
Seine Forschungsschwerpunkte stammen überwiegend aus dem Bereich Business Administration, Wirtschaftsgeschichte und Marketing. Dabei fokussiert er sich auf Beziehungs- und Netzwerkmarketing in Industrie-, Konsum- und Dienstleistungsmärkten, Strategisches internationales Marketing in entwickelten und aufstrebenden Märkten, Business-to-Business Marketing, Angewandte Marketing- und Netzwerkforschung, Marketingtheorie und Methodologie.
In der Markt- und Meinungsforschung betont er unter anderem die Wichtigkeit, die Lebenswelten von Individuen zu erforschen. Es gehe nicht nur darum, was jemand denke, sondern vor allem warum das so sei. Die klassische Marktforschung gehe von homogenen Zielgruppen aus, die identisch entscheiden, ohne miteinander zu kommunizieren. Wührer hingegen meint, die Meinungsforschung solle nicht nur an der Oberfläche kratzen, sondern tiefer in die Lebenswelten eintauchen. Im Zuge dessen könnte laut ihm die Anpassung von gängigen Erhebungsinstrumenten erforderlich sein.
Weitere seiner Forschungsprojekte umfassen die Evaluierung von Messinstrumenten zur Personalentwicklungswirkung, die Erforschung der Wissenschaftsdynamik im Marketing sowie die Erforschung von Preisstrategien im Export. Darüber hinaus hielt er Vorträge zu den Themen Mythen und Tatsachen zur Kundenbindung - Ansatzpunkte erfolgreichen Beziehungsmanagements, World of Mouth - Kunden werben Kunden - Kundenempfehlungen und die Stellung von Marketing in Wissenschaft und Gesellschaft.

## Auszeichnungen
- 2010: Wirtschaftsmedaille in Silber der WKO Oberösterreich für außerordentliche Verdienste um die oberösterreichische Wirtschaft.[1]
- 2018: Ehrung für Verdienste um die österreichische Wirtschaft und den Export durch den ECL OÖ.[11]

## Veröffentlichungen (Auswahl)
- G. Wührer, A. Smejkal: The knowledge domain of the Academy of International Business Studies (AIB) conferences: A longitudinal scientometric perspective for the years 2006–2011. In: Scientometrics. 2013. doi:10.1007/s11192-012-0909-0
- G. Wührer, A. Smejkal: Diversity in Homogeneity – A longitudinal bibliometric review of Industrial Marketing and Purchasing (IMP) Group Conferences from 1984 to 2012. In: The IMP Journal. 2014.
- Y. Chiu, W. Tien, G. Wührer: Beyond Behavioral Intentions: The Impact of Point-of-Purchase Determinantes on Technology Adoption. In: Journal of Business Administration. Band 99, 2013, S. 29–43.
- K. Hofer, J. Wild, G. Wührer: Online Banking and its Acceptance in Emerging Markets: The Case of Bosnia and Herzegovina. In: Journal of International Marketing Strategy. Band 1, Nr. 1, 2013, S. 26–38.
- P. Chao, T. Werani, G. Wührer: Celebrity and foreign brand name as moderators of country of origin effects. In: International Journal of Advertising. 2005. dx.doi.orgdoi:10.1080/02650487.2005.11072913
- Z. Bilgin Wührer, G. Wührer: The Positioning of International Marketing in International Business - A Visualized Approach based on Conference Proceedings. In: IfM-Impulse. Band 13, 2016, S. 56–67.
- G. Wührer, Z. Bilgin Wührer, D. Lascu, A. Manrai, L. Manrai: A Comparative Study of the Degree, Dimensionality, and Design of Consumer Ethnocentrism in Austria, Poland, Turkey, and USA. In: Journal of Euromarketing. Band 19, 2010.